# 赖可可
赖可可（1911年—1987年3月9日），曾用名赖哥、羽鸿、梦凡，男，广东大埔人，中华人民共和国政治人物。

## 生平

### 民国时期

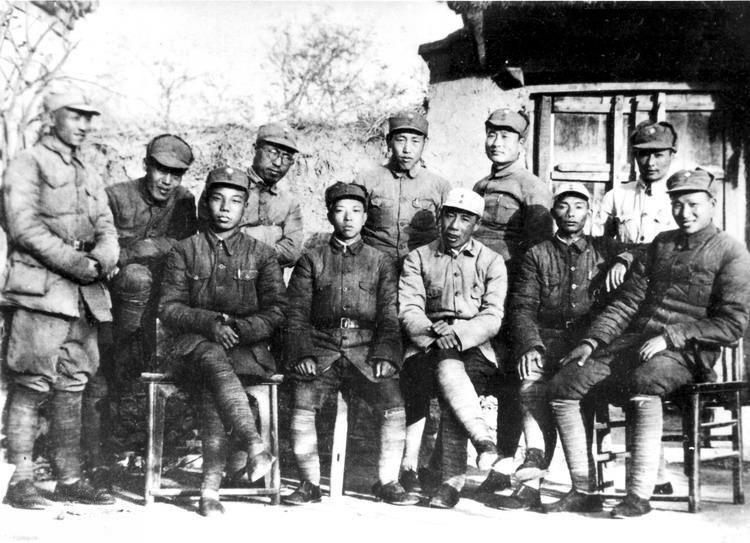
1941年春，八路军115师师部在山东莒南合影，左起：陈光、赖可可、萧华、罗荣桓、梁必业、王秉璋、陈士榘、王立人、杨尚儒、苏静、张雄。

1911年生于广东省梅州市大埔县枫朗镇上山下村。1925年，在高陂仰文学校读书，时值国民革命军东征，受革命思潮影响，开始关心时局。翌年，考取福建省厦门市集美学校农林部。1927年，担任学生会主席，带领学生举行罢课，散发宣传单页，自行创办刊物，因此被学校开除。同年秋，返回学校继续学习。1928年6月，加入中国共青团。次年春，加入中国共产党。1929年8月，奉派任中共福建省漳州农民运动特派员，他深入龙海县石马、乌石等农村地区，组织开展农会及农民运动。1930年，赴上海就读群治大学文学系，加入反帝大同盟，继续从事革命活动，其组织关系转至上海市沪西区委，后任中共闸北区委书记。8月，参加中共中央在上海市法租界医院举办的学习班，结业后被派往江西瑞金中央苏区。
1930年冬，由蔡树藩带队，他跟随叶剑英、萧劲光等人来到香港，由中共广东省委地下交通员引领至汕头，途经澄海、饶平黄冈、大埔双溪、福建省平和，于11月抵达闽西虎岗村。到苏区后，他先后任中共闽粤赣特委文教部干事、工农红军第十二军三十四师政治部组织和宣传干事、科长，永定独立团政治委员、第十二军三十六师政治部宣传科长。1933年，在江西中央苏区的肃反运动中，他被诬陷为“托派分子”，因此被开除党籍，并调任红十二军部参谋处文书。1934年10月，任红一军团红一师参谋处文书，参加长征；次年冬，在陕北甘泉攻城作战时头部受伤。期间，他向总政治部提交申诉，被批准恢复党籍与党龄。1936年，复任第一师政治部宣传科长，并随军东渡黄河，随后参加西征。
抗日战争时期，他先后调任第一军团直属队政治处俱乐部主任、第一军团政治部宣传科长、八路军115师宣传部副部长、山东军区政治部宣传部长，参加了山西省临汾、离石等战役。第二次国共内战期间，调任山东滨海军区政治部主任，与张仁初等率前线指挥部，在日照县北部诸城东南攻占泊克镇。1946年8月起，先后任胶东军区政治部主任、副政治委员、政委，胶东区党委副书记、书记，率部活动了二胶济沿线，指挥独立团配合主力部队解放烟台市。

### 共和国时期
1949年6月，任中国人民解放军青岛市军事管制委员会副主任、市长，中共青岛市委书记，担任修复铁路、恢复工农业生产、建立新秩序等工作。1953年2月，任中共山东东分局副书记兼组织部长、青岛海军基地政委；1957年，任山东省政府工业交通部部长。1961年7月，调任中共浙江省委常委、秘书长。1965年，任中共浙江省委书记处书记、省委书记。
文化大革命期间，任浙江省革命委员会副主任，中共浙江省委副书记、书记，攻击江华等人。1987年2月，赖可可病故于杭州市，终年77岁。1987年3月9日，中共中央书记处第十二届第三百二十次会议决定，鉴于赖可可在文化大革命中的严重错误，给予其开除党籍处分。